# Cottus sabaudicus
Cottus sabaudicus is een endemische zoetwaterdonderpad die in 2009 werd ontdekt in de Rhône.
Deze vissoort behoort tot de 15 in Europa voorkomende soorten uit het geslacht Cottus (zoetwaterdonderpadden). De donderpadden zijn een familie die zowel zoet- als zoutwatervertegenwoordigers heeft.